# Заклятий ворог

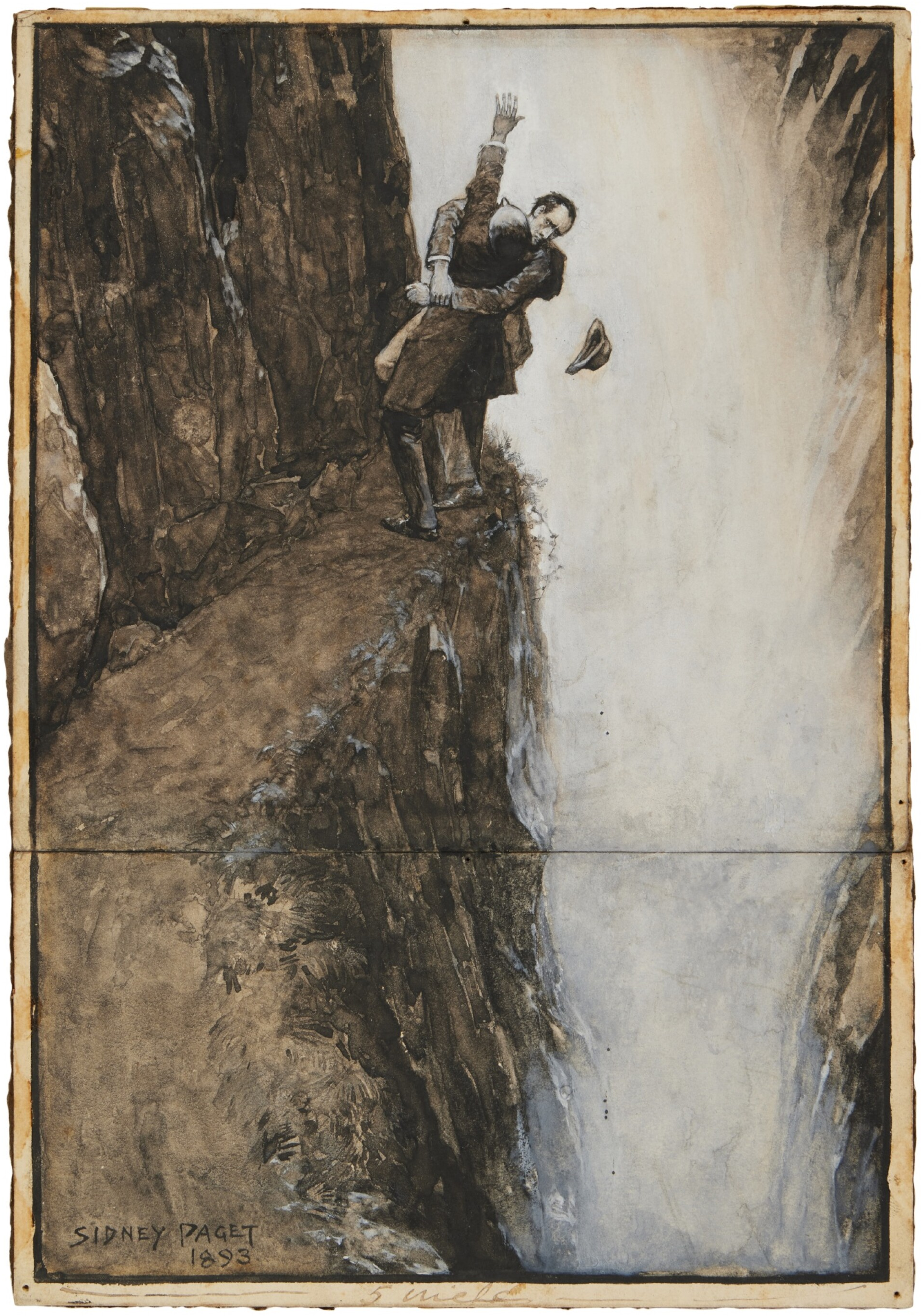
Шерлок Голмс у двобої зі своїм заклятим ворогом професором Моріарті.

Заклятий ворог (англ. archenemy) — вигаданий персонаж, який виступає головним антагоністом головному герою. У художній літературі заклятий ворог є найнебезпечнішим та найвідомішим супротивником.